# Clypeocarta intermedia
Clypeocarta intermedia är en insektsart som beskrevs av Victor Lallemand och Synave 1955. Clypeocarta intermedia ingår i släktet Clypeocarta och familjen spottstritar. Inga underarter finns listade i Catalogue of Life.